# Total Intelligence Solutions
Total Intelligence Solutions, LLC  (Total Intel en abrégé) est une société à responsabilité limitée américaine spécialisée dans le renseignement fondé dont le siège social est situé à Arlington en Virginie.

## Historique
Elle a été fondée en février 2007 par Erik Prince qui a déjà créé Blackwater Worldwide, la célèbre société militaire privée, en réunissant trois compagnies : Black Group, LLC, le Terrorism Research Center, Inc (TRC), et le Technical Defense, Inc .
En 2007, TIS est membre de la International Peace Operations Association, mais en février 2009 n'est plus listé dans cette association.

## Dirigeants
Robert Richer est en 2008 PDG de l'entreprise.
Joseph Cofer Black, qui a servi 28 ans au sein de la CIA ainsi qu'au département d'État comme coordinateur du contre-terrorisme entre décembre 2002 et février 2005 ayant le rang d'ambassadeur est en 2008 président du conseil d'administration de Total Intelligence Solutions et vice-président de Blackwater. Il a depuis quitté cette entreprise pour occuper en 2011 le poste de Vice President for Global Operations, chez Blackbird Technologies.

## Services
Son offre de service comparables à ceux de la CIA est très varié allant de la diffusion d'alerte concernant divers évènements  par de l'analyse de renseignement de sources ouvertes, l'espionnage industriel en général à l'exfiltration de personnes en zone de conflits.